# Buthidae
Los bútidos (Buthidae) son la familia de escorpiones más extensa que existe, incluyendo 90 géneros (uno de los cuales está extinto) y 1011 especies. Volschenk, Mattoni & Prendini (2008) han hecho la familia Microcharmidae un sinónimo más moderno de Buthidae. Se encuentra extensamente distribuida alrededor del mundo (excepto en la Antártida y Nueva Zelanda), y sus especies habitan en zonas tropicales, subtropicales y, en parte, en regiones templadas.
Los miembros de esta familia son pequeños o medianos con longitudes desde los 2 cm (por ejemplo en los géneros Microtityus y Microbuthus) hasta 12 cm (como en especies de Androctonus, Centruroides y Apistobuthus). Su esternón es comúnmente triangular, aunque en algunos géneros es pentagonal. Muchas especies son amarillas o marrones (o variaciones de estos colores), pero el negro también está presente. Los géneros Centruroides y Uroplectes, entre otros, se destacan por su coloración.
Varios miembros de esta familia son altamente tóxicas, pero menos de 20 pueden ser mortales. Las especies más notoriamente venenosas se encuentran en los géneros Androctonus, Centruroides, Hottentotta, Leiurus, Parabuthus y Tityus.

## Géneros
Se reconocen los siguientes:
- Afghanobuthus Lourenço, 2005
- Afroisometrus Kovařík, 1997
- Akentrobuthus Lamoral, 1976
- Alayotityus Armas, 1973
- Ananteris Thorell, 1891
- Ananteroides Borelli, 1911
- Androctonus Ehrenberg, 1828
- Anomalobuthus Kraepelin, 1900
- Apistobuthus Finnegan, 1932
- Australobuthus Locket, 1990
- Babycurus Karsch, 1886
- Baloorthochirus Kovařík, 1996
- Birulatus Vachon, 1974
- Buthacus Birula, 1908
- Butheoloides Hirst, 1925
- Butheolus Simon, 1882
- Buthiscus Birula, 1905
- Buthoscorpio Werner, 1936
- Buthus Leach, 1815
- Centruroides Marx, 1890
- Charmus Karsch, 1879
- Cicileiurus Teruel, 2007
- Cicileus Vachon, 1948
- Compsobuthus Vachon, 1949
- Congobuthus Lourenço, 1999
- Darchenia Vachon, 1977
- Egyptobuthus Lourenço, 1999
- Femtobuthus Lowe, 2010
- Gint Kovařík, Lowe, Plíšková & Šťáhlavský, 2013
- Grosphus Simon, 1880
- Hemibuthus Pocock, 1900
- Hemilychas Hirst, 1911
- Himalayotityobuthus Lourenço, 1997
- Hottentotta Birula, 1908
- Iranobuthus Kovařík, 1997
- Isometroides Keyserling, 1885
- Isometrus Ehrenberg, 1828
- Karasbergia Hewitt, 1913
- Kraepelinia Vachon, 1974
- Lanzatus Kovařík, 2001
- Leiurus Ehrenberg, 1828
- Liobuthus Birula, 1898
- Lissothus Vachon, 1948
- Lychas Koch, 1845
- Lychasioides Vachon, 1974
- Mauritanobuthus Qi & Lourenço, 2007
- Mesobuthus Vachon, 1950
- Mesotityus González-Sponga, 1981
- Microananteris Lourenço, 2003
- Microbuthus Kraepelin, 1898
- Microcharmus Lourenço, 1995
- Microtityus Kjellesvig-Waering, 1966
- Neobuthus Hirst, 1911
- Neogrosphus Lourenço, 1995
- Neoprotobuthus Lourenço, 2000
- Odontobuthus Vachon, 1950
- Odonturus Karsch, 1879
- Orthochiroides Kovařík, 1998
- Orthochirus Karsch, 1891
- Pantobuthus  Lourenço & Duhem, 2009
- Parabuthus Pocock, 1890
- Pectinibuthus Fet, 1984
- Physoctonus  Mello-Leitao, 1934
- Picobuthus Lowe, 2010
- Plesiobuthus Pocock, 1900
- Polisius Fet, Capes & Sissom, 2001
- Psammobuthus Birula, 1911
- Pseudolissothus Lourenço, 2001
- Pseudolychas Kraepelin, 1911
- Pseudouroplectes Lourenço, 1995
- Razianus Farzanpay, 1987
- Rhopalurus Thorell, 1876
- Riftobuthus Lourenço, Duhem & Cloudsley-Thompson, 2010
- Sabinebuthus Lourenço, 2001
- Saharobuthus  Lourenço & Duhem, 2009
- Sassandiothus Farzanpay, 1987
- Somalibuthus Kovařík, 1998
- Somalicharmus Kovařík, 1998
- Thaicharmus Kovařík, 1995
- Tityobuthus Pocock, 1893
- Tityopsis Armas, 1974
- Tityus Koch, 1836
- Troglorhopalurus Lourenço, Baptista & Giupponi, 2004
- Troglotityobuthus Lourenço, 2000
- Uroplectes Peters, 1861
- Uroplectoides Lourenço, 1998
- Vachoniolus Levi, Amitai & Shulov, 1973
- Vachonus Tikader & Bastawade, 1983
- Zabius Thorell, 1893

Géneros extintos:
- †Palaeoakentrobuthus Lourenço & Weitschat, 2000
- †Palaeoananteris Lourenço & Weitschat, 2001
- †Palaeoisometrus Lourenco & Weitschat, 2005
- †Palaeogrosphus Lourenço, 2000
- †Palaeolychas Lourenço & Weitschat, 1996
- †Palaeoprotobuthus Lourenço & Weitschat, 2000
- †Palaeospinobuthus Lourenco, Henderickx & Weitschat, 2005
- †Palaeotityobuthus Lourenço & Weitschat, 2000
- †Uintascorpio Perry, 1995